# Placówka Straży Granicznej I linii „Gulcz”
Placówka Straży Granicznej I linii „Gulcz” – jednostka organizacyjna Straży Granicznej pełniąca służbę ochronną na granicy polsko-niemieckiej w okresie międzywojennym.

## Geneza
Na wniosek Ministerstwa Skarbu, uchwałą z 10 marca 1920 roku, powołano do życia Straż Celną. Od połowy 1921 roku jednostki Straży Celnej rozpoczęły przejmowanie odcinków granicy od pododdziałów Batalionów Celnych. Proces tworzenia Straży Celnej trwał do końca 1922 roku. Placówka Straży Celnej „Gulcz” weszła w podporządkowanie komisariatu Straży Celnej „Wieleń” z Inspektoratu SC „Międzychód”.

## Formowanie i zmiany organizacyjne
Rozporządzeniem Prezydenta Rzeczypospolitej Polskiej Ignacego Mościckiego z 22 marca 1928 roku, do ochrony północnej, zachodniej i południowej granicy państwa, a w szczególności do ich ochrony celnej, powoływano z dniem 2 kwietnia 1928 roku  Straż Graniczną.
Rozkazem nr 3 z 25 kwietnia 1928 roku w sprawie organizacji Wielkopolskiego Inspektoratu Okręgowego dowódca Straży Granicznej gen. bryg. Stefan Pasławski określił strukturę organizacyjną komisariat SG „Lubasz”. Placówka Straży Granicznej I linii „Gulcz” znalazła się w jego strukturze.
Rozkaz nr 11 z 9 stycznia 1930 roku  o reorganizacji Wielkopolskiego Inspektoratu Okręgowego komendanta Straży Granicznej płk. Jana Jura-Gorzechowskiego nie wymienia już komisariatu SG „Lubasz”. Placówkę włączono w skład komisariatu SG „Czarnków”.

## Służba graniczna
Placówka mieściła się przy ulicy Łąkowej 27. Granica wschodnia ciągnęła się od stacji kolejowej Krucz torem kolejowym do pierwszej drogi polnej idącej na północ do śluzy nr 17 na Noteci i kamienia granicznego F 013. Granica wewnętrzna zaczynała się od skrzyżowania drogi polnej Ciszkowo - Hamrzysko z torem kolejowym, następnie szła tą drogą do miejscowości Hamrzysko. Granica zachodnia obejmowała Hamrzysko, potem drogę na północ do toru kolejowego Czarnków – Wieleń i dalej na północ do szosy Czarnków – Wieleń i do śluzy na Noteci nr 18 z kamieniem granicznym nr F 014.
Sąsiednie placówki
- placówka Straży Granicznej I linii „Pijanówka” ⇔ placówka Straży Granicznej I linii „Wrzeszczyna” − 1928
- placówka Straży Granicznej I linii „Ciszkowo” ⇔ placówka Straży Granicznej I linii „Rosko” − styczeń 1930[7]

## Kierownicy/dowódcy placówki
| stopień    | imię i nazwisko     | okres pełnienia służby    | kolejne stanowisko |
| ---------- | ------------------- | ------------------------- | ------------------ |
| przodownik | Bolesław Pielarczyk | był w 1930 – był w 1932 – |                    |